# Kushtagi
Kushtagi è una suddivisione dell'India, classificata come town panchayat, di 21.180 abitanti, situata nel distretto di Koppal, nello stato federato del Karnataka. In base al numero di abitanti la città rientra nella classe III (da 20.000 a 49.999 persone).

## Geografia fisica
La città è situata a 15° 46' 0 N e 76° 12' 0 E e ha un'altitudine di 638 m s.l.m..

## Società

### Evoluzione demografica
Al censimento del 2001 la popolazione di Kushtagi assommava a 21.180 persone, delle quali 10.763 maschi e 10.417 femmine. I bambini di età inferiore o uguale ai sei anni assommavano a 3.048, dei quali 1.488 maschi e 1.560 femmine. Infine, coloro che erano in grado di saper almeno leggere e scrivere erano 13.516, dei quali 7.834 maschi e 5.682 femmine.